# Caius Acilius
Caius Acilius (i. e. 2. század) ókori római történetíró.

## Élete
I. e. 155-ben a senatusban az athéni követeknek, Karneadésznek, Diogenésznek és Kritolaosznak tolmácsolt. Róma történetét írta meg görög nyelven.